# Neopsylla megaloba
Neopsylla megaloba är en loppart som beskrevs av Li Kueichen 1980. Neopsylla megaloba ingår i släktet Neopsylla och familjen mullvadsloppor. Inga underarter finns listade i Catalogue of Life.